# Красный Двор (Витебский район)
Красный Двор (бел. Кра́сны Двор) — деревня в Витебском районе Витебской области Республики Беларусь. В составе Мазоловского сельсовета.

## География
Находится в 8 км к северу от Витебска. С востока от деревни находится озеро Краснодворское.
До автодороги Н2301 (Руба — Тарасенки — граница РФ) 1,8 км.
Участок месторождения доломитов «Краснодворский» детально разведан и является резервным для ОАО «Доломит».

## История
В 1785 году имение «Красный Двор», в которое входили сельцо Красный Двор, деревни Дворища и Яковлева. Всего в имении дворов 8, по ревизии мужеска пола душ 37, женщин 33. Под усадьбой 7 десятин земли. Всего земли 569 десятин. Владение коллежского асессора Франца (Францишки) Антонова сына Жабы.
В имении было 3 озера. Современное «Краснодворское» названо «Безыменным». Озеро «Дворище» называлось «Соловьево» (см. Соловьево), «при озере» (у восточного берега) деревня Дворище. Озеро «Лапенье» называлось «Лапеня».
В период 24 ноября 1864 г. — 31 января 1866 г. временнообязанные крестьяне выкупали земельные наделы у Менделя А. Л. имения Красный Двор.
В 1878 году имение «Красный двор» фон Витторфа В. П. составляло 335 дес. земли.
В 1893 имение принадлежало генерал-лейтенанту фон Витторфу В. П. Действовала школа грамоты.
В 1905 году фольварок Красный Двор Верховской волости Витебского уезда. Владел генерал от инфантерии Владимир Павлович фон Витторф. 118 десят. удобной земли, 85 десят. неудобной, 389 десят. под лесом. 1 двор, 28 мужчин, 22 женщины.
При нём был обновлён дом, в котором имелась богатая библиотека, высажены новые деревья в парке, среди которых европейская лиственница, тополь серебристый, липа мелколиственная, экзоты по последней моде, углублен пруд, который соединили с озером.
После экспроприации имение «Красный Двор» стало совхозом «Красный Двор» (в 1922 году).
После присоединения к БССР в 1924 году Красный Двор в Боровлянском сельсовете Лосвидского района Витебского округа, с 29 октября 1924 года — Николаевского сельсовета Северо-Витебского района Витебского округа, с 26 марта 1927 года в образованном Витебском районе.
15 февраля 1931 года Витебский район был упразднён, Николаевский сельсовет перешел в Городокский район. 5 декабря 1931 года сельсовет в подчинение Витебского горсовета.
С 27 июля 1937 года Николаевский сельсовет в составе восстановленного Витебского района БССР, с 20 февраля — Витебской области.
Согласно переписи населения, Красный Двор значился как посёлок, в котором в 1926 году было 13 дворов, 55 (33?) жителей.
В 1939 году в Красный Двор расселили хутор Зазерье, д. Овсюково, д. Олешковичи.
До 1941 года было 40 дворов и 168 жителей.
С июля 1941 по июнь 1944 Красный Двор оккупирован немецкими войсками.
Во время карательной операции в мае 1943 года деревня была полностью сожжена, убито 19 жителей.
Весной 1944 года в боях за деревню погибло 58 красноармейцев.
На фронте погибло 24 жителя деревни, в партизанах 6 человек.
22 декабря 1960 года Николаевский сельсовет упразднён, деревня вошла в состав новообразованного Мазоловского сельсовета.
В 1965 на окраине деревни на братской могиле советского воина поставлен памятник-скульптура воина.
В 1969 году был 41 двор и 123 жителя.
В 2003 году 29 хозяйств и 40 жителей.
Сельскохозяйственный производственный кооператив «Сущево» ликвидирован 27 декабря 2007 года.
На 2014 год 20 дворов 29 жителей, из них 3 младше трудоспособного возраста, 12 трудоспособного возраста, 14 старше.
На 2018 год в деревне 20 домохозяйств, 27 жителей.

## Население
- 1941 год — 40 дворов, 168 жителей
- 1969 год — 41 двор, 123 жителя
- 2003 год — 29 хозяйств, 40 жителей
- 2014 год — 20 дворов, 29 жителей
- 2018 год — 20 домохозяйств, 27 жителей

## Достопримечательность
- Фрагменты парка усадьбы Витторфов.
- Братская могила № 4424 воинов, погибших во время наступления зимой 1943—1944 годов. В 1965 году на могиле установлен памятник — скульптура воина (Список воинов).